# Mascarats
Mascarats és un grup de música reivindicativa format a la Sénia (Països Catalans) que barreja el rock i el reggae.
L'any 2017 enregistren “Trencarem l'imaginari” al WZ Estudi de Borriol sota la producció de Sam Ferrer. Aquest treball compta amb les col·laboracions vocals de Xavi Sarrià (Obrint Pas), Josep Nadal (La Gossa Sorda) i Gemma Polo (Roba Estesa) a més a més de les instrumentals d'Hector Peropadre d'Aspencat i Joan Palà de Txarango.
El març de 2018 treuen a la llum un avançament del proper disc titulat "Els carrers seran sempre nostres" on el grup fa un homenatge a les persones que van treballar per poder dur a terme el referèndum d'autodeterminació de Catalunya. Amb col·laboracions de persones molt diverses que van des de Jordi Borràs a Gabriel Rufián passant per Mireia Boya o Bombers per la república. Aquest videoclip els permet guanyar una certa visibilitat.
El Gener del 2019 treuen a la llum el videoclip "Portes sense pany" com a avançament del nou disc "Distopia" on denuncien l'Europa blindada amb fronteres i el nul respecte pels drets humans en ple segle XXI.